# Leadore
Leadore é uma cidade localizada no estado americano de Idaho, no Condado de Lemhi.

## Demografia
Segundo o censo americano de 2000, a sua população era de 90 habitantes.
Em 2006, foi estimada uma população de 88, um decréscimo de 2 (-2.2%).

## Geografia
De acordo com o United States Census Bureau tem uma área de
0,8 km², dos quais 0,8 km² cobertos por terra e 0,0 km² cobertos por água. Leadore localiza-se a aproximadamente 1806 m acima do nível do mar.

## Localidades na vizinhança
O diagrama seguinte representa as localidades num raio de 84 km ao redor de Leadore.